# Joint Test Action Group
Joint Test Action Group (JTAG) är ett sätt att koppla in sig till mikrochip och exekvera eller ladda mjukvara i processorer, CPLD:er och FPGA:er. Senare standardiserat som IEEE 1149.1.
JTAG är också en teknik att söka av mönsterkort med elektronik efter fel med Boundary Scan. Man kan hitta kortslutningar eller felaktiga kretskortsdragningar och saknade komponenter. I produktion kan man se om motstånd är monterade och om dioder är rättvända. Man kan ladda flashminnen, CPLD:er, FPGA:er och processorer med mjukvara. Det går att läsa av IC-namn och version, så rätt komponenter är monterade.
Man kopplar in sig via de integrerade kretsarnas JTAG-slinga elektriskt, så designen måste vara förberedd för Boundary Scan. Närbesläktade tekniker är In Circuit Testing (ICT) och Flying Probe.